# Vườn quốc gia Núi Bunya
Núi Bunya là một vườn quốc gia ở bang Queensland, Úc. Khu vườn bao gồm nhiều dãy núi gộp lại gọi là núi Bunya. Những ngọn núi được bao phủ bởi những cánh rừng ở phía tây miền nam Queensland. Nó được bao phủ phần lớn bởi loài thông bunya còn lại trên thế giới.